# 克鲁特站
克鲁特站（英語：Clute station）是加拿大安大略省科克伦的一个火车站。它以附近的居民点克鲁特命名，是北安大略区北极熊快速专列使用的一个火车站。作为一个标志站，它没有车站结构。上一站为此专列的起点站科克伦站，下一站为弗雷泽代尔站。